# Tom Wilson (översättare)
Tom Edgar Wilson, född 5 december 1849 i Jakob och Johannes församling, Stockholm, död 19 juni 1923 i Blidö församling, Stockholms län, var en svensk översättare och författare till populärt hållna böcker om schack och kortspel, med mera.
Som översättare producerade han runt 150 huvudsakligen skönlitterära böcker. Han översatte från engelska, tyska, franska och italienska. Bland författare han översatte märks Frederick Marryat, Arthur Conan Doyle, Émile Zola, Mark Twain, Henry Murger, Rudyard Kipling och 1910 års nobelpristagare Paul Heyse.
Han är förebild till "Den kvarlåtne" i August Strindbergs novellsamling Fagervik och Skamsund (1902). Wilson och Strindberg hade tidigt lärt känna varandra som skolkamrater i Stockholms lyceum. De råkades emellanåt när Strindberg bodde i Furusund som sommargäst. 
Ursprungligen var Wilson banktjänsteman. Jämsides med kontorsarbetet medarbetade han som skribent eller översättare i diverse tidningar. År 1885 lämnade han Stockholm och flyttade till Blidö för gott.
Han var son till språkläraren Georg Wilson, ursprungligen Natanael Salomon, och hans hustru skådespelaren Georgina, född Widerberg, som var dotter till Henriette Widerberg.

## Böcker
- Handledning i biljard (Beijer, 1888)
- Illustrerad spelbok: en handledning i de flesta brukliga spel (Beijer, 1888)
- Handledning i schack (Beijer, 1889)

## Översättningar i urval
- Eugen Hermann von Dedenroth: Aurora Königsmarks page: historisk roman (G. J. Leufstedt, 1878)
- James Fenimore Cooper: Hjortdödaren (The deerslayer or The first warpath) (Leufstedt, 1880)
- Camille Flammarion: Resor i luftballong (Voyages aériens) (Looström, 1890)
- H. Rider Haggard: Nada, den fagra liljan: en Zuluflickas lefnadssaga (Nada the Lily) (A. Granlund, 1894)
- Stendhal: Kartusianerklostret i Parma (La Chartreuse de Parme) (Geber, 1902)
- Edgar Allan Poe: Hemlighetsfulla och fantastiska historier (Björck & Börjesson, 1908)
- Jerome K. Jerome: Tre män i en båt (Three men in a boat) (Nordiska förlaget, 1912)